# Portable Game Notation
Portable Game Notation(PGN)とは、コンピュータ上でチェスの棋譜を保存するためのファイルフォーマットの一つ。拡張子は".pgn"。
ASCII文字のみによって記述されるため、多くのチェスプログラムが対応しており、事実上の標準形式となっている。座標式をそのまま書いているので、人間が直接読み書きすることも容易である。

## 概要
PGNには「インポート」と「エクスポート」の2種類のフォーマットがある。前者は人間が手で書くことを想定しており、したがって一定の表記の揺れが許される。後者はプログラムが生成するもので、出力したのがどのようなプログラムであれ、同じ内容の棋譜ならばバイト単位で厳密に一致しなければならない。また、PGNに対応したプログラムは、どちらも取り扱うことができなければならない。
記述内容は、指し手、タグ、コメントの三つに分けられる。

## 指し手
実際の手を座標式で「手数、白の手、黒の手」の順で記述してゆく。改行は任意の位置に入れることができるが、1行は255バイト以下でなくてはならない。可読性のため、80バイトに抑えることが推奨されている。たとえば以下のようになる。
```
1.e4 e5 2.Nf3 Nc6
3.Bb5 {This opening is called Ruy Lopez.} a6
4.Ba4
```

ただし、手数の数字は存在しなくても構わない(人間が読みやすくするために書く)。記録が黒の手から始まる場合は、白の手の代わりにピリオド3つを置く。
```
4... Nf6
5.O-O Be7
```

書式は一般的な座標式がそのまま採用される。キャスリング("O-O"や"O-O-O")、プロモーション(例えば"b8=Q")等もそのまま書く。妙手(指し手の後ろに"!")、チェック("+")、チェックメイト("#")等も書いて構わないが、一般的なソフトウェアには無視される。また、どちらかの勝利またはドローで試合が終了した場合、その結果が最終手の後に追記される。
```
42.g4 Bd3
43.Re6 1/2-1/2
```

## タグ
対局者の名前や駒の初期配置といった、対局についての情報を記録する部分である。以下のような内容になる。
```
[Event "F/S Return Match"]
[Site "Belgrade, Serbia JUG"]
```

全体が大カッコ([と])で囲まれ、その中にタグの名前と値が入る。タグの値は2重引用符(")で囲まれ、ISO/IEC 8859-1の文字によってのみ記述され、また制御文字や改行コードが入ってはならない。余計なスペースは無視される。エクスポートフォーマットの場合、以下に挙げた7つのタグが必須である。これらは先頭に置かれ、また順序もこの通りでなければならない。

### 基本的なタグ
この7つのタグはSeven Tag Roster(STR)と呼ばれる。
- Event: 大会の名前。
- Site: 対局が行われた場所。"(地名), (地域名) (国名)"で記述される。なお、国名は国際オリンピック委員会が採用している3文字の国名コードが用いられる。例："New York City, NY USA"
- Date: 対局が始まった日付。"YYYY.MM.DD"の形式。不詳の場合は"??"となる。例："1992.08.31"、"1993.??.??"
- Round: この対局が何試合目かを示す。例："1"、"3.1"
- White: 白の名前。ラストネーム・ファーストネームの順に書く。複数人いる場合、全てのプレーヤーの名前をアルファベット順にコロン(:)で並べて書く。
- Black: 黒の名前。白と同様。
- Result: 結果。以下の4通りの値のみが許される。"1-0"(白の勝ち)、"0-1" (黒の勝ち)、"1/2-1/2"(ドロー)、"*"(その他。中断された場合等)。

### プレーヤーに関するタグ
- WhiteTitle: 白が持つタイトルを記述する。"FM"、"IM"、"GM"等がある。タイトルを持っていない場合はハイフン1つを置く。白が複数人いる場合、名前と同じ順でコロンで区切って並べる。例："IM:-:GM"(3人が順にInternational Master、タイトルなし、Grand Masterである場合)
- WhiteElo: 白が持つFIDEのEloレート。整数でなければならない。レートを持っていない場合はハイフン1つを置く。
- WhiteUSCF: 白が持つUSCFのレート。
- WhiteNA: 白のメールアドレス(もしくはその他ネット上のアドレス)。存在しない場合はハイフン1つを置く。
- WhiteType: 白が人間であるならば"human"、プログラムであるならば"program"となる。

黒についても同じタグがある。内容は同様なので省略する。

### 大会に関するタグ
- EventDate: 大会の始まった日付。Dateと同じく"YYYY.MM.DD"の形式。
- EventSponsor: 大会のスポンサー。
- Section: 試合の形式について記述する。"Open"、"Reserve"等が入る。
- Stage: 大会が複数の段階に分かれる場合に置く。"Preliminary"、"Semifinal"等。
- Board: これらだけでは対局が特定できないとき、対局が行われたチェス盤の通し番号を示す。

### オープニングに関するタグ
- Opening: この対局で用いられたオープニングの名前。
- Variation: バリエーションの名前。
- SubVariation: サブ・バリエーションの名前。
- ECO: この対局で用いられたオープニングのECOコード。例："D06"
- NIC: この対局で用いられたオープニングのNICコード。

### 日付・時刻に関するタグ
- Time: 対局が始まった現地時刻。"HH:MM:SS"の形式。
- UTCTime: 対局が始まったUTC時刻。"HH:MM:SS"の形式。
- UTCDate: UTC時刻における、対局が開始された日の日付。

### 駒の初期配置に関するタグ
- SetUp: 駒の初期配置が通常のものであった場合は0を置く。そうでなかった場合は1を置く。FENタグが存在する場合、このタグの値は必ず1になる。
- FEN: 駒の初期配置をFEN形式で記述する。対局の途中から記録が始まる場合、フィッシャー・ランダム・チェスのように特殊な駒配置から始まる場合などに用いられる。

### 試合結果に関するタグ
- Termination: 対局がどのようにして終了したかを示す。"abandoned"(試合放棄)、"adjudication"(判定)、"death"(対局者の死亡)、"emergency"(緊急事態)、"normal"(正常な決着)、"rules infraction"(反則)、"time forfeit"(時間切れ)、"unterminated"(継続中)等がある。

### その他
- Annotator: 棋譜解説者の名前を示す。
- Mode: どのような形式でこの対局が行われたかを示す。"OTB" (over the board:盤面を挟んだ直接対局)、"PM"(paper mail:手紙)、"EM" (electronic mail:Eメール)、"ICS" (Internet Chess Server:ネット対局)、"TC" (general telecommunication:その他通信手段)等がある。
- PlyCount: この対局が何手で行われたかを示す。

ソフトによってはこれ以外に独自のタグをつけることもある。

## コメント
任意の場所にコメントを挿入することができる。セミコロン(;)の後は改行するまでコメントとなる。中カッコで囲んだ部分({...})もコメントとなる。ネストは許されない。つまり、コメントの中にコメントを書くことはできない。

## 例
以下は完全なPGNフォーマットの例を示す。
```
[Event "F/S Return Match"]
[Site "Belgrade, Serbia JUG"]
[Date "1992.11.04"]
[Round "29"]
[White "Fischer, Robert J."]
[Black "Spassky, Boris V."]
[Result "1/2-1/2"]
 
1.e4 e5 2.Nf3 Nc6 3.Bb5 {This opening is called Ruy Lopez.} a6 4.Ba4 Nf6
5.O-O Be7 6.Re1 b5 7.Bb3 d6 8.c3 O-O 9. h3 Nb8 10.d4 Nbd7 11.c4 c6
12.cxb5 axb5 13.Nc3 Bb7 14.Bg5 b4 15.Nb1 h6 16.Bh4 c5 17.dxe5 Nxe4
18.Bxe7 Qxe7 19.exd6 Qf6 20.Nbd2 Nxd6 21.Nc4 Nxc4 22.Bxc4 Nb6 23.Ne5
Rae8 24.Bxf7+ Rxf7 25.Nxf7 Rxe1+ 26.Qxe1 Kxf7 27.Qe3 Qg5 28.Qxg5 hxg5
29.b3 Ke6 30.a3 Kd6 31.axb4 cxb4 32.Ra5 Nd5 33. f3 Bc8 34.Kf2 Bf5 35.Ra7
g6 36.Ra6+ Kc5 37.Ke1 Nf4 38.g3 Nxh3 39.Kd2 Kb5 40.Rd6 Kc5 41.Ra6 Nf2
42.g4 Bd3 43.Re6 1/2-1/2
```

## 変則チェス
駒の名前がアルファベット1文字で表せる限り、変則チェスの棋譜もPGNフォーマットを使って記録することができる。しかし、対応していないソフトウェアも多い。

## ファイルの拡張
PGNでは駒を複数の字で表したり、棋譜をどこまで再生したかなどを記録することは出来ない。また文字コードがISO/IEC 8859-1と規定されているため、日本語を挿入したりすると、ソフトによってはファイルを開けなくなることがある。そのため一部のデータベースソフトなどでは、PGNの他にソフト独自のファイルを組み合わせることで、これらを実現している。